# استفان استرووه
استفان استرووه (انگلیسی: Stefan Struve؛ زادهٔ ۱۸ فوریهٔ ۱۹۸۸) ورزشکار هنرهای رزمی ترکیبی اهل پادشاهی هلند است. وی بین سال‌های ۲۰۰۵ تا ۲۰۲۱ میلادی فعالیت می‌کرد.